# Simone Weil
Simone Weil (Pariz, 3. veljače 1909. – Ashford, 24. kolovoza 1943.), francuska književnica i filozofkinja.

## Životopis
Rodila se u imućnoj obitelji pariškog liječnika, 3. veljače 1909. godine. Njezin brat Andre bio je istaknuti matematičar koji je djelovao u Americi. Bila je profesorica na francuskoj prosvjetnoj instituciji L’Ecole Normale Supérieure.
Godine 1934. napušta profesorsku karijeru te je radila u tvornici. Godine 1936. sudjelovala je na strani republikanaca u građanskom ratu u Španjolskoj. Početkom rata odlazi u Ameriku.
Umrla je u Londonu, 24. kolovoza 1943. godine.
Posmrtno su objavljena njezina filozofska razmatranja, zapisi, bilješke (često bez retuša): "Jaram i sloboda", "Ukorijenjenost", "Svesci".[nedostaje izvor]

### Članci
- Bačić, N.I. 1980. Implicitna religija Simone Weil. Crkva u svijetu. Sveučilište u Splitu - Katolički bogoslovni fakultet. Split. 15 (1): 43–51